# Povelić
Povelić falu Horvátországban Kapronca-Kőrös megyében. Közigazgatásilag Kőröshöz tartozik.

## Fekvése
Köröstől 13 km-re keletre fekszik.

## Története
1857-ben 181, 1910-ben 292 lakosa volt. Trianonig Belovár-Kőrös vármegye Körösi járásához tartozott. 2001-ben 100 lakosa volt.

## Külső hivatkozások
Körös város hivatalos oldala